# بربيت حمراء الوجه
بربيت  حمراء  الوجه (الاسم العلمي: Lybius  rubrifacies) (بالإنجليزية: Redfaced  Barbet)‏ هو طائر  ينتمي إلى (فصيلة: Lybiidae).